# Oued Endja
Oued Endja (em árabe: وادى النجاء) é uma cidade e comuna localizada na província de Mila, Argélia. Segundo o censo de 2008, a população total da cidade era de 19 739 habitantes.